# Ernst Steinhoff
Ernst August Wilhelm Steinhoff (* 11. Februar 1908 in Treysa; † 2. Dezember 1987 in Alamogordo, New Mexico) war ein deutsch-amerikanischer Ingenieur und Raketenentwickler.

## Leben

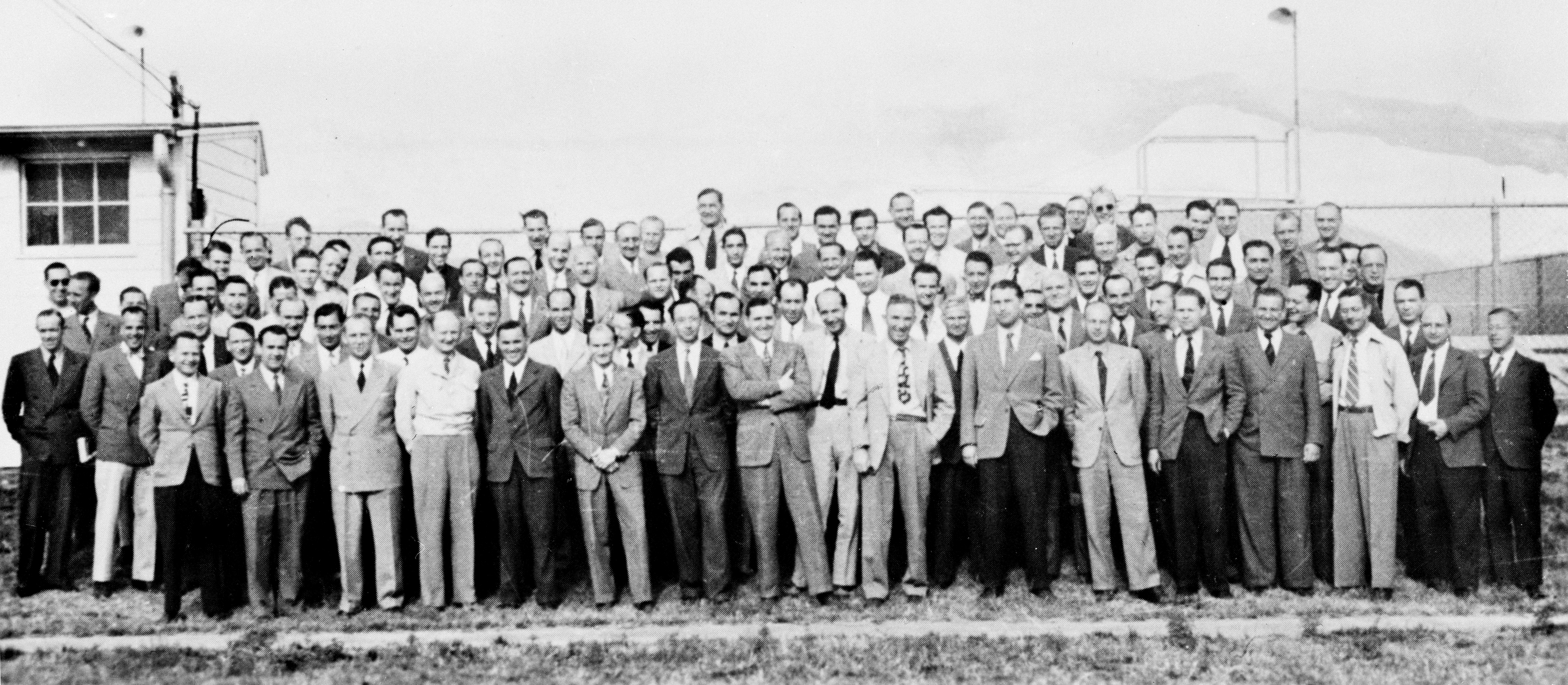
Paperclip-Gruppe im August 1946 in Fort Bliss. Ernst Steinhoff steht in der ersten Reihe, etwas rechts von der Mitte, links neben Wernher von Braun

Steinhoff machte 1929 Abitur an einem Kasseler Gymnasium. Danach studierte er Meteorologie und Aeronautik an der TH Darmstadt. Seine wichtigsten Lehrer waren Walter Georgii und Franz Nikolaus Scheubel. Während seines Studiums wurde er 1929 Mitglied der Burschenschaft Markomannia Darmstadt (später Burschenschaft Rheno-Markomannia Darmstadt). Das Studium der Meteorologie beendete er 1933 mit der Diplomhauptprüfung. Bereits 1931 hatte er die Vordiplomprüfung in Aeronautik erfolgreich absolviert. Von 1933 bis 1936 war er Abteilungsleiter an der Polytechnischen Hochschule Frankenhausen, von 1936 bis Juni 1939 Abteilungsleiter der Deutschen Forschungsanstalt für Segelflug in Darmstadt. 1937 trat er der NSDAP bei.
Ab Juli 1939 arbeitete er unter Wernher von Braun an der Entwicklung der Fieseler Fi 103 (V1) und A4-Raketen (V2) in Peenemünde, wo er für die Entwicklung der Steuerungssysteme verantwortlich war. Er wurde 1940 zum Doktor der angewandten Physik promoviert. Steinhoff sorgte dafür, dass zahlreiche Professoren der TH Darmstadt wichtige Forschungsaufträge für die Heeresversuchsanstalt Peenemünde durchführten. Zu diesen zählten u. a. Richard Vieweg, Otto Scherzer, Hans Busch und insbesondere Alwin Walther.
Vom 31. Mai 1942 bis zum 5. Juni 1942 führte Ernst Steinhoff gemeinsam mit seinem jüngeren Bruder Friedrich Steinhoff (1909–1945), der als U-Boot-Kommandant mit seinem U-Boot U 511 hierzu einen Aufenthalt im Hafen der Heeresversuchsanstalt Peenemünde hatte, mit einem U-Boot Abschussversuche mit Raketen durch, die in einem Startcontainer hinter einem U-Boot geschleppt werden sollten. Nach Kriegsende nahm sich sein Bruder Friedrich 1945 das Leben, als er in Boston bei Verhören gefoltert wurde.
Gemeinsam mit von Braun und anderen deutschen Raketenspezialisten wurde Steinhoff zunächst an verschiedenen Orten interniert, ehe er im Rahmen der Operation Overcast einen Arbeitsvertrag erhielt und im November 1945 in die USA reiste. Bis 1949 war er Gruppenleiter für Fluganalyse und atmosphärische Raketenballistik bei der Army Ballistic Missile Agency (ABMA) in Fort Bliss und dabei für die Weiterentwicklung der A4-Steuerung verantwortlich. 1949 wurde er auf die Holloman Air Force Base versetzt; unter seiner Leitung wurden dort Echtzeit-Systeme zur Raketensteuerung entwickelt. Zwischen 1956 und 1963 arbeitete er für die Luftfahrtindustrie.
Zum Zeitpunkt seiner Pensionierung im Jahr 1972 war Steinhoff leitender Wissenschaftler (Chief Scientist) des US Air Force Missile Development Center auf der Holloman Air Force Base. 1979 wurde er in die International Space Hall of Fame des Museums für Raumfahrtgeschichte in New Mexico aufgenommen.